# Brian White
Brian Arthur Robert White, född 5 maj 1957 i Belfast, död 5 juli 2016 i Milton Keynes, var en brittisk Labourpolitiker. Han var parlamentsledamot för valkretsen Milton Keynes North East från 1997 till 2005.